# Komitat Borsod
Komitat Borsod (węg. Borsod vármegye, niem. Komitat Borsod) – dawny komitat w północnej części Królestwa Węgier. Graniczył z komitatami: Gömör, Zemplén, Szabolcs, Hajdú, Heves i Abaúj-Torna. Jego siedzibą był Miszkolc.